# کوین بیگلی
کوین بیگلی (انگلیسی: Kevin Bigley؛ زادهٔ ۵ اکتبر ۱۹۸۶) هنرپیشه اهل ایالات متحده آمریکا است.
از فیلم‌ها یا برنامه‌های تلویزیونی که وی در آن نقش داشته‌است می‌توان به همسر خوب، معضل و بارگذاری اشاره کرد. 